# Glioma
I tumori primari
del sistema nervoso centrale (SNC) comprendono un variegato insieme di entità patologiche (vedi classificazione dei tumori del sistema nervoso centrale), ciascuna con una sua distinta storia naturale.
Per il fatto che i tumori della glia costituiscono da soli quasi il 40% di tutti i tumori del SNC (vedi la tabella 1 della voce neurooncologia), in letteratura si è soliti operare una distinzione tra tumori gliali (o gliomi) e tumori non gliali.
In questa voce verranno introdotti i primi, rinviando alla voce tumore cerebrale una trattazione schematica dei secondi.

## Gliomi per sottotipo istologico
I gliomi più comuni sono gli astrocitomi (che originano dalle cellule astrocitiche della glia), gli oligodendrogliomi (dalle cellule oligodendrogliali) e gli ependimomi (dalle cellule ependimali).
La tabella riporta il peso di ciascun elemento della famiglia dei gliomi.
| Distribuzione dei gliomi per sottotipo istologico CBTRUS 1998-2002 (N=25.539)              |             |
| Istologia                                                                                  | Percentuale |
| Glioblastoma*                                                                              | 50,7        |
| Astrocitoma anaplastico*                                                                   | 7,9         |
| Astrocitoma diffuso*                                                                       | 1,7         |
| Astrocitoma pilocitico*                                                                    | 5,7         |
| Altri astrocitomi*                                                                         | 9,1         |
| Oligodendroglioma                                                                          | 9,2         |
| Ependimoma                                                                                 | 5,6         |
| Altri                                                                                      | 10,1        |
| (*) Gli astrocitomi (compreso il glioblastoma) rappresentano il 75% ca. di tutti i gliomi. |             |

La morfologia e le caratteristiche genetiche di ciascun tipo di glioma verranno messe in evidenza nelle sezioni dedicate al particolare tipo di tumore. Vale comunque la pena di anticipare una suddivisione tra gliomi circoscritti e gliomi diffusi. Esempi del primo gruppo sono le seguenti varianti astrocitarie, abbastanza non comuni: astrocitoma pilocitico, xantoastrocitoma pleomorfo, astrocitoma subependimale a cellule giganti. Sfortunatamente, la maggior parte dei gliomi presenta caratteristiche di alta diffusione della materia bianca, cosa che rende praticamente impossibile un loro estirpamento tramite un'operazione chirurgica.

## Gradazione
Per la gradazione (di malignità) dei tumori del SNC nel tempo sono stati suggeriti diversi sistemi (si veda al proposito la voce Gradazione dei tumori del sistema nervoso centrale).

Dal 1993 il sistema di gradazione a 4 livelli proposto dalla World Health Organization (WHO), è risultato il più largamente accettato e diffuso.

Si basa su quattro caratteristiche istologiche: atipia nucleare, presenza di mitosi, proliferazione endoteliale, necrosi.
Nella letteratura si usa la dicitura "glioma di basso grado" (low-grade glioma, ovvero l'acronimo LGG, nella pubblicistica in inglese) per indicare tumori gliali di WHO-grade I e II; mentre si usa "glioma di alto grado" (high-grade glioma, HGG) per indicare tumori della glia di grado III e IV.

## Gliomi di basso grado
Gliomi di basso grado (Low-Grade Gliomas, LGG)
- Astrocitomi
  - Astrocitoma pilocitico, WHO grade I
    - Astrocitoma pilomixoide, WHO grade II

  - Astrocitoma subependimale a cellule giganti, WHO grade I
  - Xantoastrocitoma pleomorfo, WHO grade II
  - Astrocitoma diffuso, WHO grade II
- Oligodendroglioma, WHO grade II
- Oligoastrocitoma, WHO grade II
- Ependimomi
  - Subependimoma, WHO grade I
  - Ependimoma mixopapillare, WHO grade I
  - Ependimoma, WHO grade II

### Astrocitomi di basso grado
Sono gliomi di basso grado gli astrocitomi circoscritti e l'astrocitoma diffuso di grado II.
I tumori circoscritti comprendono l'astrocitoma pilocitico (con la variante pilomixoide), l'astrocitoma subependimale a cellule giganti e lo xantoastrocitoma pleomorfo. Si tratta di tumori poco comuni, a istologia benigna e guaribili molto spesso con la sola chirurgia. Anche se l'escissione è incompleta (per vari motivi), il tumore può rimanere indolente ovvero può essere trattato con successo tramite radioterapia. Nei rari casi in cui il trattamento locale fallisce si ricorre al trattamento sistemico della chemioterapia, la cui portata però non è unanimemente riscontrata in letteratura; un certo beneficio è parso ottenersi, nel caso dei bambini, con la combinazione di carboplatino e vincristina.
Alla TAC gli astrocitomi diffusi di grado II appaiono come lesioni a bassa attenuazione ovvero isointense. Alla RM (la metodica di preferenza) l'agente di contrasto può non far risaltare l'immagine di questi tumori ovvero la loro luminescenza può apparire sottile e debole.
 Enhancement focale intenso può indicare aree di aumentata anaplasia. Quando possibile, si suggerisce il ricorso alla biopsia, allo scopo di ottenere campioni della porzione apparsa luminescente: in effetti la prognosi è tipicamente connessa alla parte più anaplastica del tumore.

Astrocitoma pilocitico retrobulbare del nervo ottico. Si noti l'abbassamento (proptosi) dell'occhio interessato.

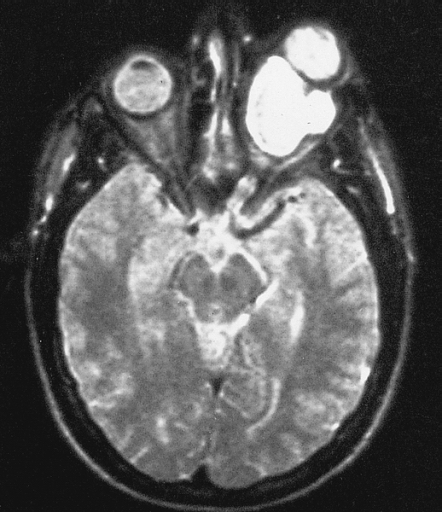
Immagine RM in piano orizzontale dell'astrocitoma pilocitico retrobulbare del nervo ottico.

La maggior parte dei pazienti con astrocitomi diffusi sono giovani adulti (terza e quarta decade di età) che tipicamente accusano attacchi epilettici. Caratteristiche per una prognosi favorevole includono una più giovane età alla diagnosi, grandezza del tumore inferiore a 5 cm e, se possibile, resezione estesa della neoplasia. La sopravvivenza media è di circa 5 anni. Recidive tarde sono relativamente comuni, per cui tali pazienti andrebbero seguiti per almeno 15 anni.
Nonostante il loro corso relativamente indolente, la maggior parte di questi astrocitomi evolve verso lesioni più anaplastiche, che non sono normalmente guaribili con chirurgia e radioterapia. La terapia per i pazienti con astrocitomi diffusi di basso grado non presenta comunque unanimità nella letteratura. Il ruolo della resezione “completa” è argomento di dibattito nei contesti specialistici. I risultati di alcuni studi evidenziano che la massima escissione del tumore fornisce i migliori risultati. 
Tuttavia la “resezione completa” spesso finisce col concentrarsi su un ben selezionato gruppo di pazienti, con tumori piccoli e unilaterali, che non coinvolgono strutture critiche del cervello. 
Tutto sommato, un approccio pragmatico accettabile per la generalità dei casi risulta quello di un'escissione di quanto più è possibile del tessuto neoplastico, evitando di causare deficit neurologici significativi.
La radioterapia effettuata immediatamente dopo la diagnosi ha mostrato di estendere il tempo in cui il paziente è libero da malattia prima della ricorrenza, rispetto alla situazione in cui il ciclo di radioterapia è ritardato fino al momento della progressione. Ma, allo stato attuale, non c'è unanime convincimento che la radioterapia subito dopo la diagnosi migliori la sopravvivenza globale del paziente.
Per i pazienti con pochi o nessun sintomo o con attacchi epilettici che sono controllabili dai farmaci anticonvulsivi, è accettabile ritardare la radioterapia fino a quando la crescita del tumore non porti a una situazione difficile da gestire. La ragione della radioterapia “ritardata” risiede spesso nel desiderio di ridurre il rischio di danno neurologico indotto dalla stessa radioterapia. Tuttavia questa motivazione continua a risultare opinabile.
Due test clinici prospettici “randomizzati” non hanno dato risultato positivo nel tentativo di mostrare un maggior beneficio nella somministrazione di radioterapia ad alte dosi, rispetto a radioterapia a dosi inferiori.
Il trattamento comunemente usato consiste nella somministrazione totale tra i 45 e i 54 Gy, effettuata con frazioni singole tra 1,8 e 2,0 Gy.
Il ruolo della chemioterapia adiuvante per i pazienti di astrocitomi di basso grado è ancora oggetto di studio. I risultati preliminari di un test clinico (di fase 3) che confronta la radioterapia da sola con radioterapia seguita da chemioterapia con procarbazina, lomustina e vincristina (PCV) mostrano che l'abbinamento radio-chemioterapia fornisce un maggior periodo di “sopravvivenza libera da malattia” ma non una maggiore sopravvivenza totale.
Data la tossicità associata al protocollo PCV, da più parti si suggerisce invece l'uso della temozolomide, sia come terapia iniziale, sia alla ripresa di malattia.

### Oligodendroglioma e oligoastrocitoma di basso grado

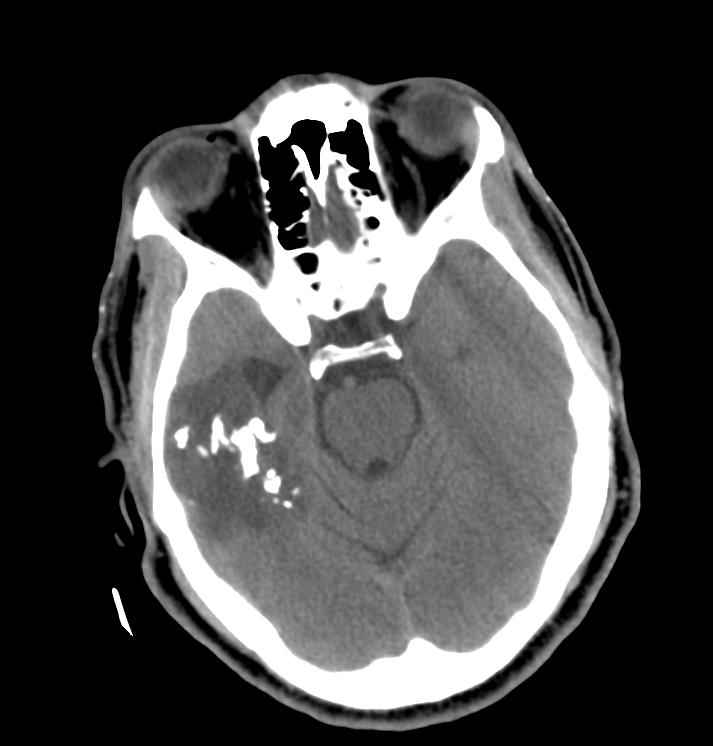
Immagine TAC in piano orizzontale di oligodendroglioma.

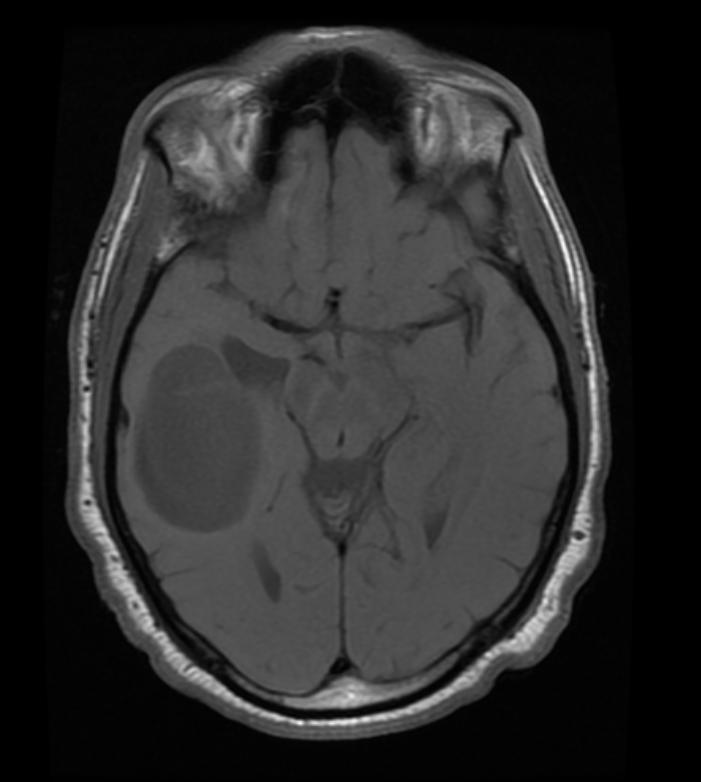
Immagine RM T1-pesata in piano orizzontale di oligodendroglioma.

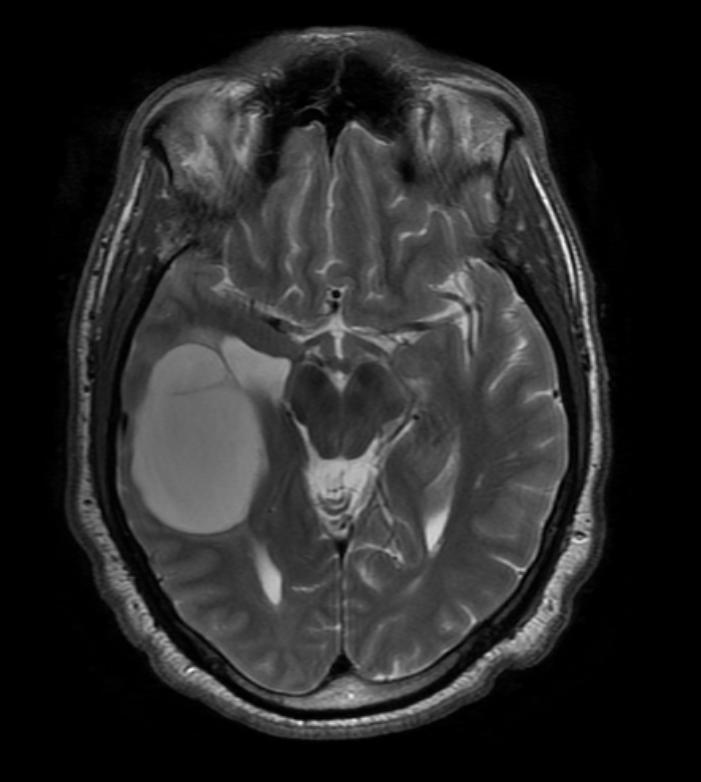
Immagine RM T2-pesata in piano orizzontale di oligodendroglioma.

I tumori che includono componenti oligodendrogliali sono relativamente poco comuni, in quanto riguardano meno del 5% circa di tutti i tumori cerebrali primari
e non più del 10-15% circa dei gliomi 
(vedi anche la Tabella sopra). Ciononostante sono molto importanti per la unicità nella sensibilità alla chemioterapia.

Questi tumori si distinguono in lesioni “a basso grado” e anaplastiche. L'ologodendroglioma anaplastico risulta caratterizzato da alta cellularità, polimorfismo nucleare, mitosi frequenti, abbondante proliferazione endoteliale e necrosi.
Circa la metà degli oligodendrogliomi sono contraddistinti da perdita di eterozigosi dei cromosomi 1p e 19q, una caratteristica tipica (patognomica) per la diagnosi (recentemente è stato mostrato che tale perdita di eterozigosi è secondaria a traslocazione pericentromerica sbilanciata).
La maggior parte degli oligodendrogliomi nasce come tumore di basso grado. I gliomi misti, quali l'oligoastrocitoma e l'oligoastrocitoma anaplastico, contengono componenti sia oligodendrogliali sia astrocitiche.
La sopravvivenza mediana per i pazienti di oligodendroglioma “puro” è di circa 10 anni; quella dei pazienti di oligoastrocitoma è di circa 8 anni (quindi intermedia tra quella di un puro oligodendroglioma e quella di un puro astrocitoma). La delezione (o la traslocazione) della coppia 1p/19q nel tumore è associata a una sopravvivenza maggiore.
L'età media alla diagnosi è di 35 anni. La sintomatologia tipica annovera crisi epilettiche, ma possono pure segnalarsi deficit neurologici focali, modifiche della personalità ovvero gli altri sintomi di pressione endocranica (cefalea, vomito, ecc.). Questi tumori sono limitatamente visibili alla TAC, quindi la metodica di elezione per la diagnostica per immagini risulta la risonanza magnetica. Alla RM sono visibili come aumentata intensità di segnale nelle immagini T2-pesate. Alle immagini T1-pesate il segnale può risultare attenuato e il contrast enhancement captato solo occasionalmente. Può essere o no presente la mancanza di segnale da calcificazione.
Come per gli astrocitomi di basso grado, anche per questi tumori non c'è accordo nella letteratura per quanto riguarda il trattamento ottimale. Per il fatto che sono anche più indolenti degli astrocitomi, comune è la terapia con soli anticonvulsivi, per il controllo dei sintomi. È stato suggerito che un'escissione la più completa possibile può dar beneficio, ma è da tener presente che spesso si ha a che fare con tumori piccoli in zone non vitali del cervello. I primi risultati di un test clinico europeo non ha mostrato benefici, in termini di sopravvivenza, della radioterapia fatta immediatamente dopo l'intervento chirurgico rispetto a quella ritardata al momento di una sintomatologia che non si riesca a controllare farmacologicamente, benché la radioterapia immediata registri un maggior tempo di assenza di malattia prima della progressione del tumore.
Due altri test clinici non hanno evidenziato benefici in una radioterapia a più alte dosi rispetto a una a dosi “intermedie”.
Dati provenienti da diversi studi 
indicano che una terapia iniziale con temozolomide o PCV può rimpicciolire un oligodendroglioma o un oligoastrocitoma in una percentuale che varia dal 31% al 61% dei casi. Ma è ancora da stabilire se questa “risposta” alla chemioterapia migliori la sopravvivenza globale del paziente ovvero il solo tempo di essere “libero da malattia” prima della progressione (verso situazioni più complesse da gestire).
Un test clinico progettato per confrontare radioterapia da sola con radioterapia seguita da PCV verificò una sopravvivenza senza malattia superiore nel gruppo col PCV, ma nessuna differenza sostanziale in sopravvivenza globale tra i due gruppi. Alla ricorrenza a entrambi i gruppi veniva somministrato il PCV, significando con ciò che si ottiene lo stesso risultato indipendentemente da quando si comincia la chemioterapia (prima o dopo la ricorrenza).

Anche con la temozolomide si ottiene una “risposta” da parte del tumore, ed essendo meno tossica del PCV, viene da più parti preferito il suo uso.
Per riassumere, il trattamento iniziale (cioè non alla recidiva) prevede il controllo dei sintomi con solo anticonvulsivi, la radioterapia da sola, la chemioterapia da sola o la combinazione di radioterapia più chemioterapia. 
Alla recidiva, chirurgia, radioterapia e chemioterapia svolgono tutte un ruolo importante. Una seconda resezione (o una prima, se non era mai stata fatta) può ridurre i sintomi. Se la radioterapia non era stata fatta nel trattamento iniziale, è probabile che risulti efficace per la recidiva. Una risposta alla temozolomide si registra in circa il 50% dei pazienti che presentino ricorrenza dopo la radioterapia.

### Ependimomi di basso grado

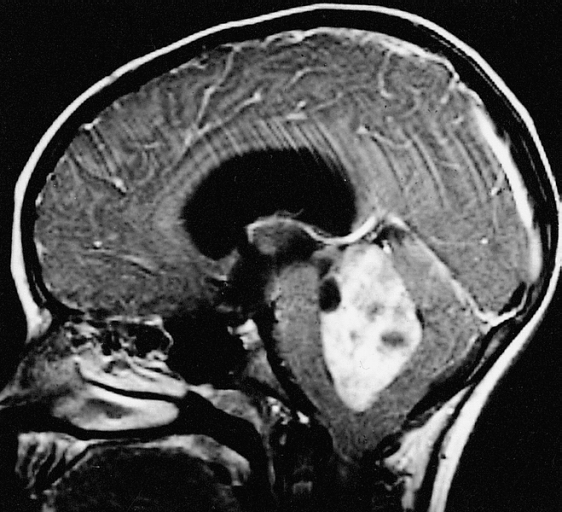
immagine TAC di ependimoma del quarto vetricolo.

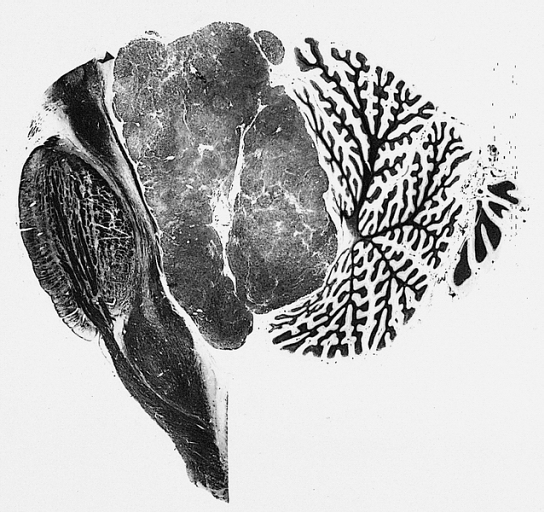
Esame microscopico di ependimoma del quarto vetricolo.

L'ependimoma è una neoplasia che si sviluppa dalle cellule ependimali, che rivestono i ventricoli, il plesso corioideo, il filum terminale e il canale centrale del midollo spinale. Cellule ependimali sono pure presenti nel parenchima cerebrale quale risultato di migrazione da aree periventricolari alla corteccia, durante lo stadio embrionale.
Questo tipo di tumore può comparire a ogni età, ma presenta due picchi caratteristici, uno da zero a 10 anni e un altro tra i 40 e i 50 anni. Le lesioni intracraniche (di solito nella fossa cranica posteriore) sono più comuni nella prima fascia di età, quelle spinali nella seconda.
Si tratta di tumori abbastanza rari, sia in assoluto tra i tumori del sistema nervoso (2,3%) (vedi Tabella 1 nella voce Neuro-Oncologia), sia tra i gliomi (5,6%) (vedi Tabella a inizio voce).
Si distinguono in lesioni di basso grado (I e II della scala WHO) e lesioni anaplastiche (III della scala WHO). In particolare il subependimoma e l'ependimoma mixopapillare sono di grado I, l'ependimoma è di grado II, l'ependimoma anaplastico è di grado III (Vedi Classificazione dei tumori del sistema nervoso centrale).
Gli ependimomi di basso grado nella spina dorsale resecabili vengono trattati con la sola chirurgia.

Mentre il ruolo della radioterapia postchirurgica per gli ependimomi intracranici di basso grado rimane controversa, i tumori anaplastici o quelli di basso grado non completamente escissi sono normalmente trattati con radioterapia.
Studi clinici hanno mostrato che gli ependimomi rispondono ai regimi chemioterapici, soprattutto a quelli basati sul platino.
Dallo studio appena citato si evince infatti che la chemioterapia basata su platino fornisce il 67% delle risposte, mentre i regimi basati su nitrosurea hanno una risposta del 25%.
Per quanto riguarda la prognosi, gli ependimomi di grado II hanno una sopravvivenza libera da malattia a 6 anni del 66% e una sopravvivenza globale dell'87%; per gli ependimomi anaplastici questi valori scendono rispettivamente al 29% e al 37%.

## Gliomi di alto grado
Gliomi di alto grado (High-Grade Gliomas, HGG)
- Astrocitomi
  - Astrocitoma anaplastico, WHO grade III
  - Gliomatosis cerebri, WHO grade III
  - Glioblastoma, WHO grade IV
    - Glioblastoma a cellule giganti, WHO grade IV
    - Gliosarcoma, WHO grade IV
- Oligodendroglioma anaplastico, WHO grade III
- Oligoastrocitoma anaplastico, WHO grade III
- Ependimoma anaplastico, WHO grade III

### Astrocitomi di alto grado
Gli astrocitomi di alto grado comprendono l'astrocitoma anaplastico, il glioblastoma, con le varianti gliosarcoma e glioblastoma gigantocellulare, e la neoplasia gliomatosis cerebri. Nel seguito si farà una breve descrizione dell'astrocitoma anaplastico, rinviando a voce propria per gli altri tumori.
I pazienti con astrocitoma anaplastico presentano di solito crisi epilettiche, deficit neurologici focali, cefalee, modifiche della personalità. L'età media alla diagnosi è di circa 45 anni. La risonanza rivela generalmente la presenza di una lesione massiccia con aumento di segnale di contrasto (enhancement), anche se vi sono casi in cui tale enhancement non viene espresso. La diagnosi è stabilita con l'esame istologico del materiale relativo alla lesione, prelevato tramite biopsia o resezione chirurgica.
La presenza di mitosi consente di distinguere l'astrocitoma anaplastico dagli astrocitomi di basso grado. 

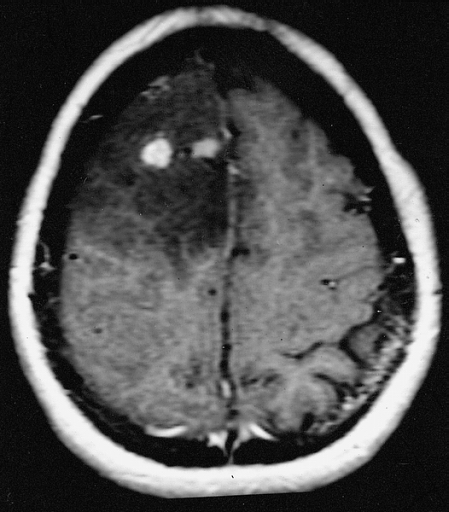
RM di astrocitoma diffuso con diversi gradi di differenziazione. L’area scura sulla sinistra rappresenta un astrocitoma di basso grado del lobo frontale. Le due piccole zone luminose all’interno sono segno di neoplasia di grado più elevato.

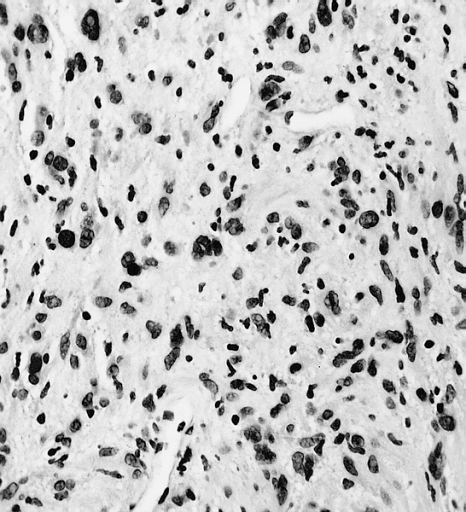
Esame microscopico. Il grado di cellularità e di pleomorfismo motivano la diagnosi di astrocitoma anaplastico.

Queste lesioni hanno un'elevata propensione a un peggioramento in direzione anaplastica, quindi è necessario che il materiale da esaminare sia sufficiente da permettere di distinguere il tumore da un vero e proprio glioblastoma. In particolare, una diagnosi istologica di astrocitoma anaplastico in un paziente che alla risonanza presenta il classico anello di enhancement del glioblastoma, fa capire che il materiale portato all'esame non è rappresentativo della lesione.
Indici di prognosi peggiore includono l'età più avanzata, una scarsa condizione fisica, un danno neurologico significativo. In generale, l'esito terapeutico è migliore con una resezione chirurgica “completa”, ma non è chiaro se tale miglior risultato è da associare all'intervento in sé o allo scenario clinico complessivo che ha permesso una tale resezione.
Il trattamento standard prevede all'inizio la massima asportazione possibile, cercando di non aumentare l'eventuale deficit neurologico. La radioterapia è pure uno standard nel trattamento, in quanto ha mostrato di prolungare il periodo di sopravvivenza.
Controverso è il ruolo della chemioterapia. Alcuni test clinici di fase 3 mostrano che i pazienti possono trarre beneficio dal trattamento chemioterapico aggiunto alla radioterapia (rispetto al caso di sola radioterapia), mentre altri studi non confermano tale situazione. L'uso della sola carmustina o del regime PCV (procarbazina, lomustina e vincristina) è risultato associato a una maggiore sopravvivenza in uno studio del 1999
e in una recente meta analisi. Quest'ultima rileva un aumento assoluto di circa il 6% nella sopravvivenza a 1 e 2 anni nei pazienti sottoposti a chemioterapia. E la sopravvivenza a due anni risulta maggiore con radioterapia più chemioterapia (37%) rispetto alla sola radioterapia (31%).

In contrasto con il lavoro precedente però, un grosso studio clinico “randomizzato” non ha verificato alcun beneficio aggiuntivo nell'accoppiata radioterapia più PCV rispetto alla sola radioterapia.

Neanche nel caso di uso della temozolomide (che si rivela utile nel trattamento delle recidive) sembra chiaramente stabilito un beneficio supplementare da parte della chemioterapia aggiunta alla radioterpia.
La mediana di sopravvivenza mostra un intervallo che va da 24 mesi a più di 36 mesi. L'ampiezza di questo campo di variazione riflette i criteri di selezione dei pazienti.
In caso di recidiva (dopo la radioterapia) il ricorso alla chemioterapia non pone dubbi: sia i regimi basati sulla nitrosurea, sia la temozolomide hanno mostrato efficacia. In tal senso va l'approvazione di quest'ultimo farmaco da parte della Food and Drug Administration statunitense. La risposta alla temozolomide è del 35% per pazienti che non hanno ricevuto chemioterapia in precedenza e del 20% per pazienti che sono al successivo regime di chemioterapia (in particolare dopo nitrosurea).

### Oligodendroglioma e Oligoastrocitoma di alto grado

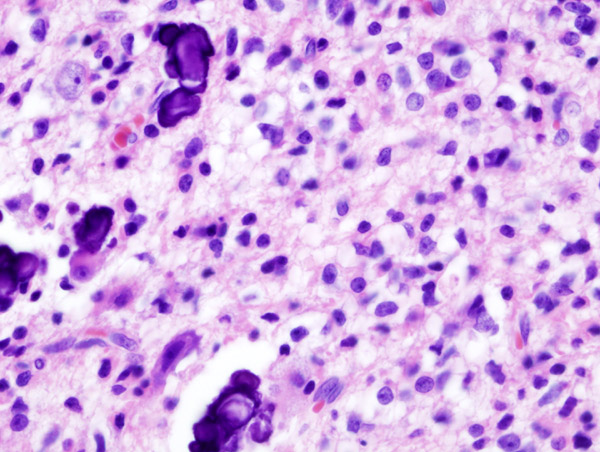
Immagine istopatologica di oligodendroglioma anaplastico. Colorazione con ematossilina eosina.

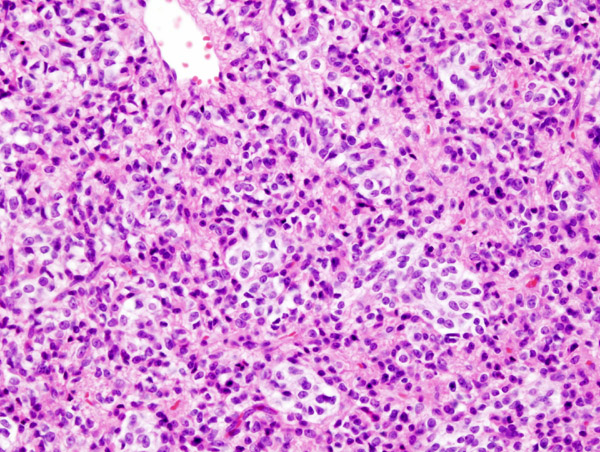
Immagine istopatologica di oligodendroglioma anaplastico. Gemistociti ("Cellule rigonfie").

I tumori oligodendrogliali anaplastici si presentano con i sintomi tipici che derivano dall'effetto massa e con crisi epilettiche. Nonostante la loro chemiosensibilità, la mediana di sopravvivenza va da 3 a 5 anni soltanto. Il trattamento prevede la migliore escissione possibile, seguita da radioterapia. Per quel che riguarda la chemioterapia si osservi quanto segue.
Due recenti test clinici di fase 3, l'uno condotto negli Stati Uniti 
e l'altro in Europa
hanno messo a confronto la radioterapia da sola con la coppia radioterapia più PCV. Nello studio americano i pazienti di un gruppo ricevevano 4 cicli di PCV prima della radioterapia (l'altro gruppo sola radioterapia). Benché la sopravvivenza libera da malattia sia risultata più lunga nel gruppo col PCV, la sopravvivenza globale è risultata la stessa nei due gruppi. I pazienti con delezione in 1p/19q ottenevano i risultati migliori; ma anche i pazienti senza delezione in 1p/19q miglioravano la loro performance col PCV.
Nello studio europeo i pazienti ricevevano 6 cicli di PCV dopo la radioterapia, ma i risultati sono stati quasi identici a quelli dello studio americano. La sopravvivenza libera da malattia era migliore nel gruppo del PVC, ma ancora una volta, la sopravvivenza globale non differiva nei due gruppi. I pazienti con delezione in 1p e 19q avevano una sopravvivenza di qualità superiore, indipendentemente dal gruppo di appartenenza. Non è stata osservata differenza significativa nella sopravvivenza globale nei due gruppi relativamente a delezione o meno in 1p/19q.
Messi assieme, i risultati di questi due studi mostrano che la chemioterapia migliora la sopravvivenza libera da malattia ma che il trattamento di salvataggio alla recidiva fornisce come esito una sopravvivenza globale equivalente. Cosa importante, entrambi i test clinici confermano il valore prognostico della coppia 1p/19q, ma non mostrano in maniera definitiva che solo i pazienti con delezione in 1p e 19q beneficiano della chemioterapia.
Studi clinici prospettici hanno mostrato che, approssimativamente, dal 50% al 70% dei pazienti con oligodendroglioma anaplastico ricorrente dopo la radioterapia risponde alla chemioterapia con PCV o temozolomide.
Benché non vi sia riscontro che la sequenza di temozolomide e PCV abbia un'efficacia superiore, l'assenza di mielosoppressione
cumulativa con la temozolomide suggerisce il suo uso all'inizio del trattamento della recidiva.

### Ependimoma anaplastico

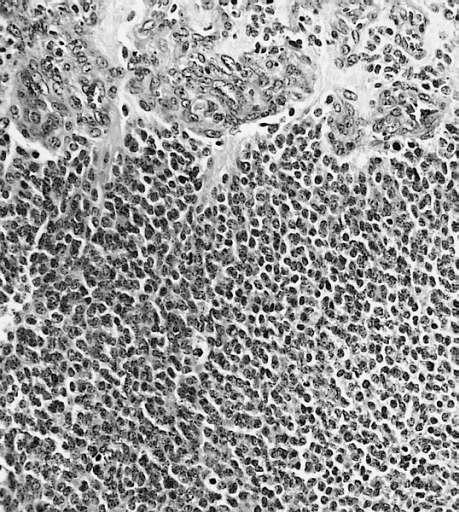
Lastra di esame microscopico. La diagnosi di ependimoma anaplastico si basa su alta densità cellulare, vivace attività mitotica, proliferazione vascolare. Atipia citologica e necrosi pure si annoverano spesso, ma si osservano anche negli ependimomi di basso grado.

L'ependimoma anaplastico è un glioma maligno che presenta crescita accelerata e risultato clinico sfavorevole, particolarmente nei bambini. Istologicamente è caratterizzato da alta attività mitotica, spesso accompagnata da proliferazione microvascolare e da necrosi a tipica forma di "palizzata". 
La mutazione anaplastica è molto più frequente negli ependimomi intracranici infantili, in particolare nella fossa cranica posteriore, che in quelli nel midollo spinale.
Si valuta che circa il 25% di tutti gli ependimomi intracranici siano anaplastici.
I segni e sintomi dell'ependimoma anaplastico sono simili a quelli dell'ependimoma di grado II, ma si sviluppano molto più rapidamente e possono derivare da pressione endocranica sin dai primissimi stadi della malattia. La risonanza mostra un contrast enhancement tipico.
Le alterazioni genetiche specifiche dell'ependimoma anaplastico sono largamente sconosciute. Benché alcune lesioni possano svilupparsi attraverso progressione maligna da ependimomi di grado II, non è stata ancora identificata alcuna sequenza tipica di eventi genetici che porti alla trasformazione anaplastica.
Dal punto di vista della prognosi, la letteratura mostra una relazione non costante tra istologia e risultato clinico. In due serie con più di 200 casi non è stata osservata correlazione alcuna tra la sopravvivenza del paziente e i classici segni istologici di malignità.
D'altro canto, altri studi hanno proposto i seguenti parametri: età al di sotto dei 3 anni, caratteristiche istopatoligiche di anaplasia, resezione tumorale incompleta ed evidenza di metastasi nel liquor, quali indicatori di risultato clinico sfavorevole nei bambini.
La maggior parte della conoscenza sugli ependimomi deriva da studi di singoli istituti clinici, che abbracciano l'arco di molti anni. Non sorprende quindi che i dati esposti siano talvolta parzialmente confliggenti.

Vi sono ancora incertezze su volumi, dosi e tecniche di radioterapia; sull'utilità della chemioterapia come trattamento adiuvante; sull'impatto prognostico di parametri quali grado istologico, età del paziente, sito della neoplasia, idrocefalo persistente.
La chirurgia rimane il principale trattamento dell'ependimoma, da realizzare adattandosi alle condizioni neurologiche del paziente, magari in più di un'operazione, allo scopo di diminuire la morbilità di tale trattamento e fornire più possibilità ai trattamenti successivi.

I regimi chemioterapici sinora adottati non sono sembrati offrire una via di guarigione da questa neoplasia; la farmacologia è però apparsa utile a ridurre la massa del tumore (come pure la sua capacità di infiltrazione, nel caso di tumore residuo) e permettere più agevolmente una successiva operazione chirurgica.

Sul fronte della radioterapia, la nuova tecnica conformazionale in 3D, permettendo il rilascio di forti dosi di radiazione altamente focalizzata permette di migliorare il quoziente terapeutico, consentendo nel frattempo alla parte sana del tessuto di non essere colpita. In modo che ne possano trarre giovamento anche i pazienti con peggior prognosi.